# Jean de Joinville
 (mai 2009).
Pour les articles homonymes, voir Joinville.
Jean de Joinville (v. 1224 - 24 décembre 1317), également connu sous le nom de Sire de Joinville, est un noble champenois, chroniqueur et biographe de Saint Louis.
Sénéchal de Champagne et historien du règne, il suit Louis IX à Aigues-Mortes et en Terre sainte lors de la septième croisade. C'est en partie grâce à son témoignage que Saint Louis est canonisé en 1297.

## Biographie

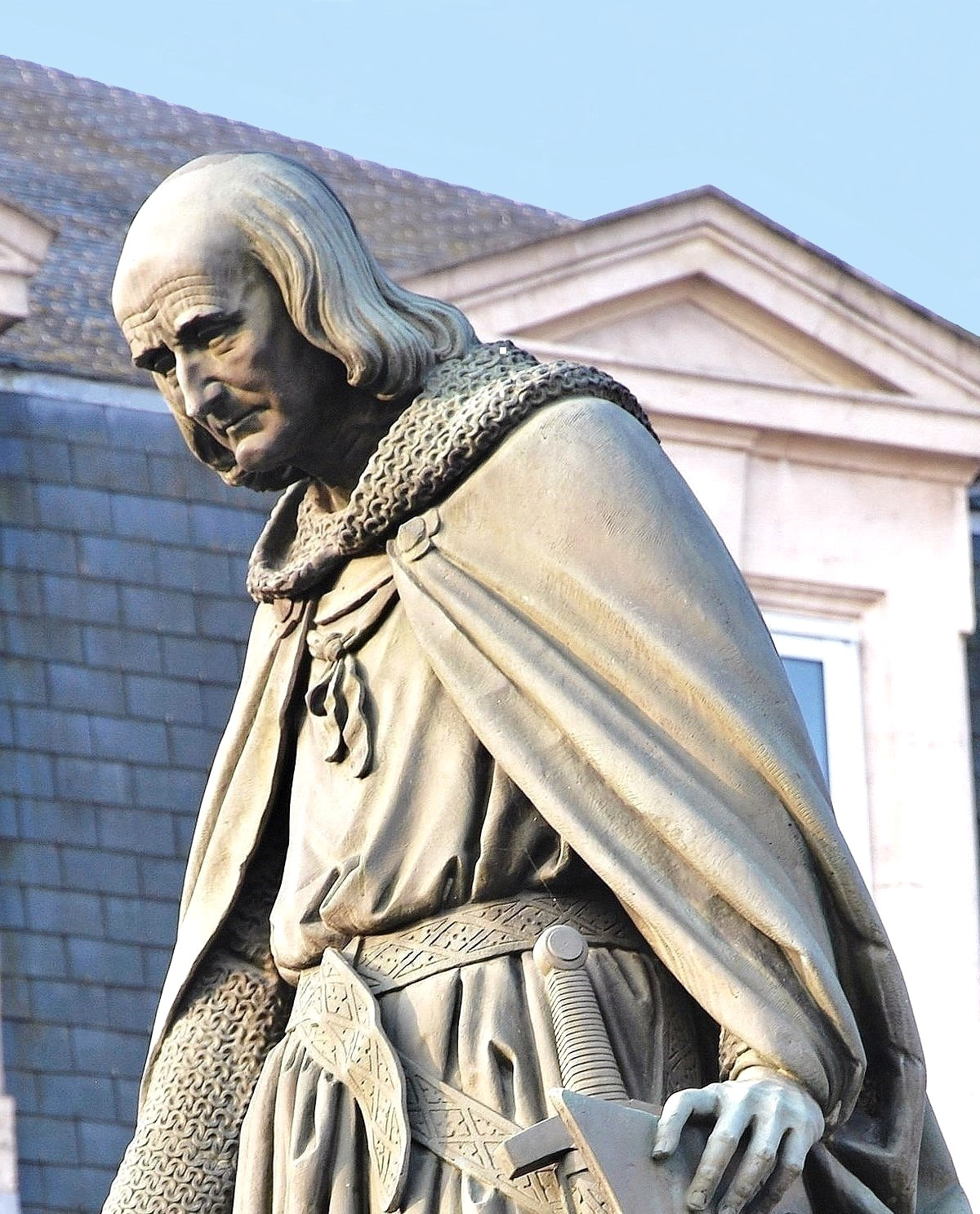
Statue de Jean de Joinville à Joinville (Haute-Marne).

Fils de Simon de Joinville et de Béatrice d'Auxonne, fille d'Étienne II d'Auxonne, il appartient à une famille de la haute noblesse champenoise. Il reçoit une éducation de jeune noble à la cour de Thibaut IV, comte de Champagne et célèbre trouvère : lecture, écriture, rudiments de latin. À la mort de son père, il devient sénéchal de Champagne, titre désormais héréditaire, et est donc attaché à la personne de Thibaut IV. Joinville est un homme très pieux et soucieux de bien administrer sa région.
En 1241, il accompagne son seigneur, Thibaud IV de Champagne, à la cour du roi de France, Louis IX (futur Saint Louis). En 1244, lorsque celui-ci organise la septième croisade en Égypte, Joinville se joint aux chevaliers chrétiens tout comme son père l’avait fait 35 ans plus tôt contre les Albigeois. Cela ne l’empêche pas de participer à la révolte nobiliaire de 1246-1247.
Lors de la croisade, Joinville se met au service du roi et devient son conseiller et son confident. En 1250, quand le roi et ses troupes sont capturés par les mamelouks à Mansourah, Joinville, parmi les captifs, participe aux négociations et à la collecte de la rançon. Il se rapproche probablement encore du roi dans les moments difficiles qui suivent l’échec de la croisade (mort de son frère Robert, mal entouré par les autres seigneurs…). C’est Joinville qui conseille au roi de rester en Terre sainte au lieu de rentrer immédiatement en France comme l'y poussent les autres seigneurs ; le roi suit l’avis de Joinville.
Pendant les quatre années suivantes, passées en Terre sainte, Joinville est le conseiller très écouté du roi. Celui-ci s’amuse des emportements, de la naïveté et des faiblesses de Joinville, et il le reprend parfois, mais il sait qu’il peut compter sur son absolu dévouement et sur sa franchise. Lorsque Louis IX perd sa mère Blanche de Castille, Joinville est un des premiers hommes à être reçus dans la tente du roi.
À côté de sa vie de cour, Joinville a également une vie familiale puisqu'il épouse en 1240 Alix de Grandpré, jeune fille qui lui avait été attribuée lors de son enfance, dès 1230, par le comte de Champagne, Thibaut IV lui-même.
En 1270, Louis IX, bien que physiquement très affaibli, se croise de nouveau avec ses trois fils. Joinville refuse de le suivre, conscient de l’inefficacité de l’entreprise et convaincu que le devoir du roi est de ne pas quitter un royaume qui a besoin de lui. De fait, l’expédition est un désastre et le roi meurt devant Tunis le 25 août 1270.
À partir de 1271, la papauté mène une longue enquête au sujet de Louis IX qui aboutit à sa canonisation, prononcée en 1297 par Boniface VIII. Comme Joinville a été l’intime du roi, son conseiller et son confident, son témoignage en 1282 est très précieux pour les enquêteurs ecclésiastiques qui peuvent prononcer cette canonisation.

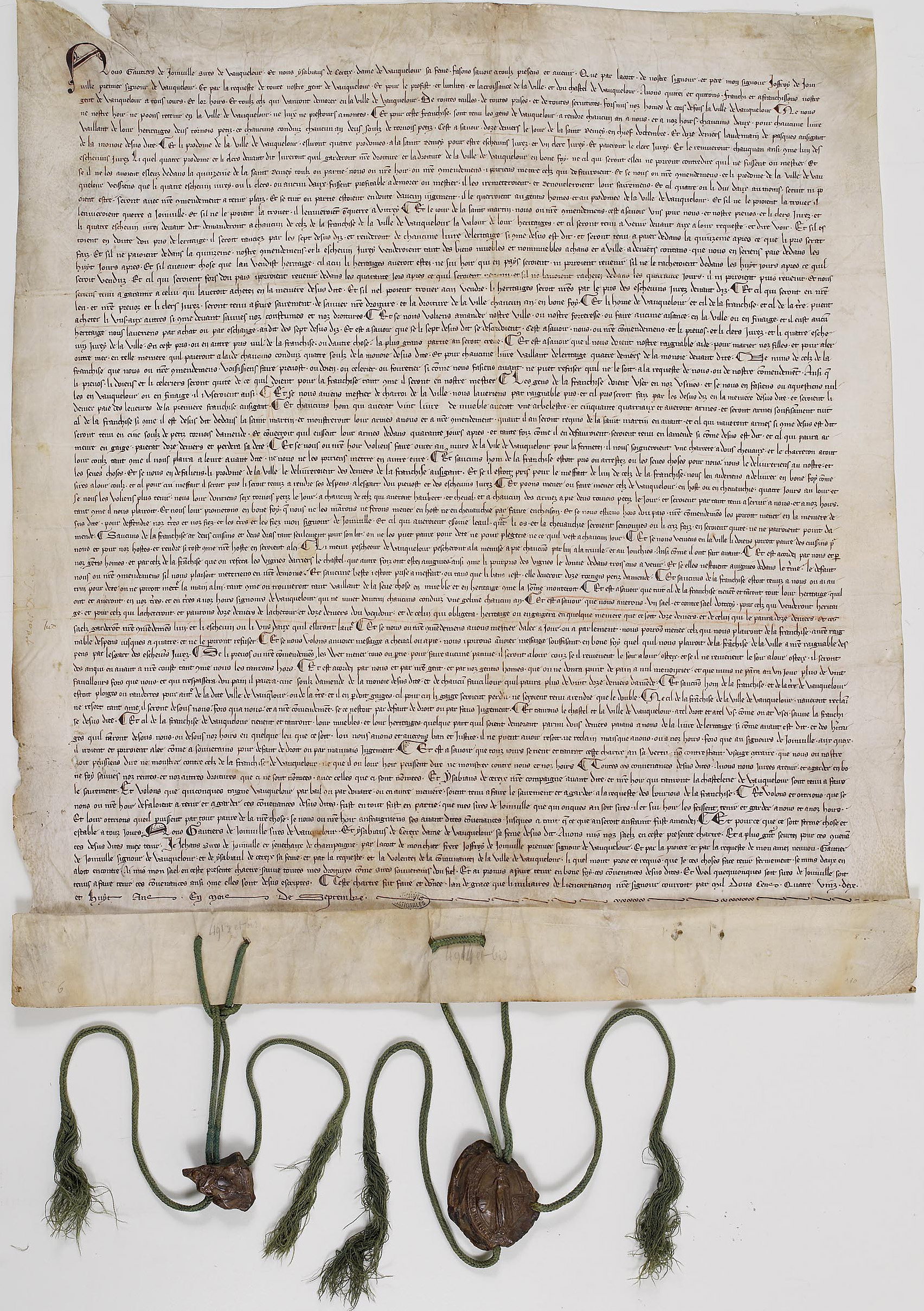
Charte de franchise de la ville de Vaucouleurs octroyée par Gautier de Joinville et confirmée par son oncle Jean de Joinville l’historiographe de Saint-Louis, Septembre 1298. Archives nationales de France.

Vers 1299, Jeanne de Navarre lui demande d’écrire la vie de saint Louis. Elle meurt en 1305 sans avoir la chance de voir l'ouvrage terminé.
Il meurt le 24 décembre 1317, âgé de plus de 93 ans, près de 50 ans après Saint Louis. Son âge est d'ailleurs exceptionnel pour l'époque, où en moyenne, l'espérance de vie se situait entre 40 et 45 ans. Il est inhumé dans la chapelle Saint-Joseph de l'église Saint-Laurent du château de Joinville, aujourd'hui détruit.

## Famille
De ses deux épouses successives, Alix de Grandpré († 1261) et puis Alix de Reynel, il a plusieurs enfants :
De son premier mariage :
- Geoffroy de Briquenay
- Jean d'Ancerville

De son 2e mariage :
- Jean de Joinville, seigneur de Reynel (mort en 1304). À sa mort, son frère hérite de la seigneurie de Reynel ;
- Anseau de Joinville, (1265-1343), sire de Joinville (en 1317, à la mort de son père), il est seigneur de Rimaucourt puis de Reynel (1304). Il est maréchal de France, d'où postérité ;
- Gautier de Beaupré
- André de Bonney
- Marguerite, première épouse de Jean, seigneur de Charny et mère de Geoffroi de Charny
- Alix, mariée à Jean seigneur d'Arcis et de Chacenay, puis à Jean, fils d'Edmond de Lancastre.

## Vie de saint Louis

### Commanditaire
Jeanne de Navarre, petite-fille par alliance de saint Louis et épouse de Philippe IV le Bel, demanda à Joinville d’écrire la vie du saint roi. Il se mit alors à rédiger le livre des saintes paroles et des bons faiz de nostre saint roy Looÿs (ainsi qu’il le nomme lui-même), aujourd'hui désigné comme la Vie de saint Louis. Mais Jeanne de Navarre mourut le 2 avril 1305, alors que l’ouvrage n’était pas encore terminé. Joinville le dédia donc en 1309 au fils de celle-ci, Louis le Hutin, roi de Navarre et comte de Champagne, futur Louis X.

### Composition et date

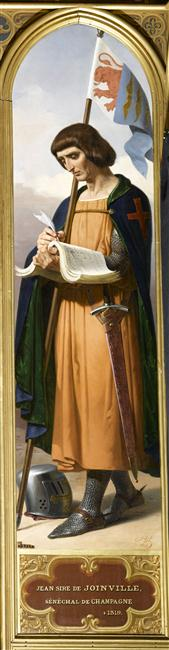
Vue d'artiste de Jean de Joinville.
Huile sur toile de Merry-Joseph Blondel, château de Versailles, 1846.

Le livre n'était pas achevé à la mort de Jeanne de Navarre, en 1305. Par ailleurs, le plus ancien manuscrit conservé (non autographe) s’achève en ces termes : « Ce fu escript en l’an de grâce mil .CCC. et .IX. [1309], ou moys d’octovre ». Il ne peut s’agir de la date de rédaction de ce manuscrit précisément, car il est visiblement postérieur. C’est donc soit la date de l’achèvement de l’œuvre par Joinville, soit la date de rédaction d’un manuscrit ayant servi de modèle à celui dont nous disposons. L’œuvre a donc été écrite entre 1305 et 1309.
Par divers recoupements, on peut également affirmer qu’un passage situé à l’extrême fin du livre, relatant un songe de Joinville, n’a pu être écrit avant 1308. Joinville a donc terminé son œuvre peu de temps avant de la remettre à Louis le Hutin.

### Tradition du texte
L’éditeur moderne dispose essentiellement d’une seule copie ancienne du texte et de deux états tardifs du texte. On n’a pas conservé le manuscrit qui fut offert à Louis le Hutin.
Le manuscrit conservé est manifestement très proche de l’original. Il est repris dans l’inventaire de 1373 de la bibliothèque de Charles V. En outre, d’après les peintures, on peut estimer sa réalisation aux années 1330-1340, soit une vingtaine d’années après le manuscrit original. Cette copie resta dans la bibliothèque royale puis passa entre les mains de Philippe le Bon, duc de Bourgogne, avant d’atterrir à Bruxelles, où on l’oublia. Il ne fut redécouvert qu’en 1746, à la prise de Bruxelles par les troupes françaises. Ce manuscrit, dit « de Bruxelles », est conservé à la Bibliothèque nationale de France. C’est un volume de 391 pages de 2 colonnes. La première page est décorée d’or et d'enluminures, et d’une peinture représentant l’écrivain présentant son livre à Louis le Hutin. Le texte est découpé en paragraphes commençant chacun par une initiale dorée.
On dispose en outre de deux éditions d’une traduction (elle-même non conservée) du texte de Joinville, réalisées respectivement par Antoine-Pierre de Rieux à Poitiers en 1547, et par Claude Ménard en 1617. Si la première édition est entachée par des modifications du texte original et des ajouts fantaisistes, la seconde est un excellent travail d’érudit.
Enfin, un troisième état du texte est constitué par deux manuscrits qui paraissent remonter au deuxième quart du XVIe siècle. Ce sont des transcriptions modernisées (rajeunissement systématique de la langue) d’un manuscrit antérieur au manuscrit de Bruxelles.

### Perspectives générales de l'œuvre
Joinville est un chevalier. Ce n’est ni un clerc habile à composer des livres, ni un chroniqueur formé à la recherche d’informations écrites ou orales. Néanmoins, sa démarche est sincère et désintéressée. Il raconte surtout ce qu’il a personnellement connu du règne de saint Louis, essentiellement la croisade en Égypte et le séjour en Terre sainte. Son récit est plein de vie, d’anecdotes et même de traits d’humour. C’est plus un témoignage personnel sur le roi qu’une histoire du règne.
La fraîcheur et la précision de ses souvenirs impressionne, surtout quand on sait qu’il a écrit son récit plusieurs décennies après les faits. Certains médiévistes ont expliqué cela en supposant que Joinville avait souvent raconté oralement son passé aux côtés de saint Louis ou qu’il l’avait consigné par écrit.
Mais Joinville parle presque autant de lui-même que du roi, le sujet de son livre, mais il le fait d’une manière si naturelle qu’il ne donne jamais l’impression de vouloir se mettre en avant. Nous avons ainsi un éclairage incomparable sur les façons de penser d’un homme du XIIIe siècle. Pour cette raison, les éditeurs modernes ont parfois hésité à désigner son œuvre comme ses Mémoires ou plutôt comme l’Histoire ou la Vie de saint Louis.

### Lessaintes paroles
La première partie de l’ouvrage de Joinville est consacrée aux saintes paroles du roi. Joinville rapporte les propos édifiants du roi et ses vertus chrétiennes.
La parole est très importante chez saint Louis. Sa parole est morale et didactique, à l’image des prédicateurs (dominicains et franciscains) dont il s’entoure. Elle transmet un enseignement moral et religieux et vise souvent à fortifier la foi de l’interlocuteur. Il existait une intimité entre le roi et ses proches (familiers, confidents, conseillers, parmi lesquels figurent Joinville et Robert de Sorbon) qui s’exprimait particulièrement dans la conversation : le roi invite ses interlocuteurs à répondre à ses questions, souvent en vue de les instruire sur les plans moral et religieux. Cette importance de la parole royale est particulièrement bien rendue par Joinville, qui fait très souvent parler ses personnages. C’est un des premiers mémorialistes à intégrer le dialogue reconstitué dans un récit. Il utilise le plus souvent le style direct et marque les interventions des personnages par des annonces comme « dit-il » ou « fit-il ». Et Joinville ne fait jamais tenir de longs discours monologués à ses personnages : les enseignements découlent toujours du dialogue.
D’autre part, c’est à travers les paroles du roi que ressort sa foi profonde et sa sainteté. Pour Joinville, Louis IX incarnait l’idéal du prud’homme, à la fois pieux, courageux, bon, intelligent et sage, un homme qui défend la foi chrétienne par son courage. Et de fait, dans l’œuvre de Joinville se dessine l’image d’un roi aimant ardemment son Dieu, bienveillant pour son peuple, humble, modéré et courtois, sage et juste, pacifique, loyal et généreux. Sous certains aspects, Joinville n’est parfois pas très loin de l’hagiographie.
Joinville, comme son roi, était manifestement très attaché à la religion chrétienne, à ses doctrines, à sa morale et à ses pratiques. On en a pour preuve un petit ouvrage d’édification qu’il composa en 1250, intitulé li romans as ymages des poinz de nostre foi, où Joinville fait un bref commentaire du Credo. Cet opuscule a très probablement été rédigé dans sa cellule égyptienne, ou peu après sa libération, alors qu'il rencontre plusieurs fois des penseurs Musulmans, venus proposer à leurs captifs croisés de se convertir à l'Islam. C'est de ce dialogue religieux qu'émerge sa conception personnelle de l'article de foi principal du christianisme.
Mais sa foi profonde et sincère contraste avec l’héroïsme chrétien presque exalté du roi. Le christianisme de Joinville est plus terre à terre, plus proche de celui du commun des mortels. Joinville n'est pas un exégète accompli, mais sa compréhension du Credo est un témoignage de première main de l'appréciation du Credo par un laïc européen, en ce milieu de XIIIe siècle.

### La croisade
Joinville raconte également les hauts faits de saint Louis, en particulier le déroulement de la septième croisade et le séjour en Terre sainte qui suivit, qui occupe la plus grande partie de son livre.

### Valeur du témoignage de Joinville
Si Joinville ne fait pas œuvre d’historien, il semble sincère. Quand il doit mentionner des faits dont il n’a pas été témoin, il exprime des réserves au sujet de ce qu’il rapporte par ouï-dire et il reconnaît les emprunts qu’il fait à d’autres chroniqueurs. Certes, lorsqu’il parle du début du règne de saint Louis, ne pouvant avoir de cette période des souvenirs personnels, il fait certaines confusions mais, à partir de la croisade de 1248, on ne le prend guère en défaut, sauf erreurs de détails, sur aucun des faits pour lesquels un recoupement est possible.
Cela posé, on peut se demander si la présentation générale des faits n’est pas conditionnée par sa propre personnalité, par ses conceptions et par son admiration pour le roi. Peut-être sa position de noble et sa méfiance pour le gouvernement de Philippe le Bel ont pu l’amener à donner de la manière de gouverner de saint Louis une image proche de celle qu’on se faisait du souverain idéal. Mais il ne s’agit pas d’un enseignement organisé, qui envisage les diverses qualités et les divers devoirs du souverain. Il part de la personne du roi, l’objet de son livre, et il exprime clairement que les successeurs de celui-ci feraient bien d’en suivre l’exemple, mais il ne va pas plus loin ; il n’écrit pas un ouvrage de morale.
L’œuvre entrait dans les vues d’une politique capétienne soucieuse d’exploiter au mieux le prestige du roi mort à la croisade. Mais le recul du temps et, surtout, le désintéressement de Joinville et sa naïve rudesse donnent à ses souvenirs une certaine valeur.

## Œuvres
- Histoire et chronique du treschrestien Roy Sainct Loys, IX. du nom, et XLIII. Roy de France, escrite par feu messire Ian sire, seigneur de Jonville, Seneschal de Champagne familier & contemporain dudict Roy S. Loys, [Genève], Jacques Chouët, 1596
- Mémoires de Jean Sire Seigneur de Joinville sous le règne de St Louys Roy de France avec la Généalogie de la Maison de Bourbon, A Paris, Chez François Mauger, 1666
- Histoire de Saint Louis, suivie du Credo et de la lettre à Louis X, Natalis de Wailly (éd.), Paris, Mme veuve de Jules Renouard, 1868,  XLIV-411 p., [lire en ligne].
- Jacques Monfrin (éd.), Vie de Saint Louis, Paris, Le Livre de poche, coll. « Lettres gothiques », 2002, 639 p. Édition bilingue ancien français-français contemporain.
- Jean de Joinville, Vida de San Luis, trad. esp. Martín Alvira-Cabrer, Cáceres, Universidad de Extremadura, 2021 (Tempus Werræ, 7). Traduction espagnole, introduction, notes, annexes, cartes et index.